# Collegiata di Sant’Agata

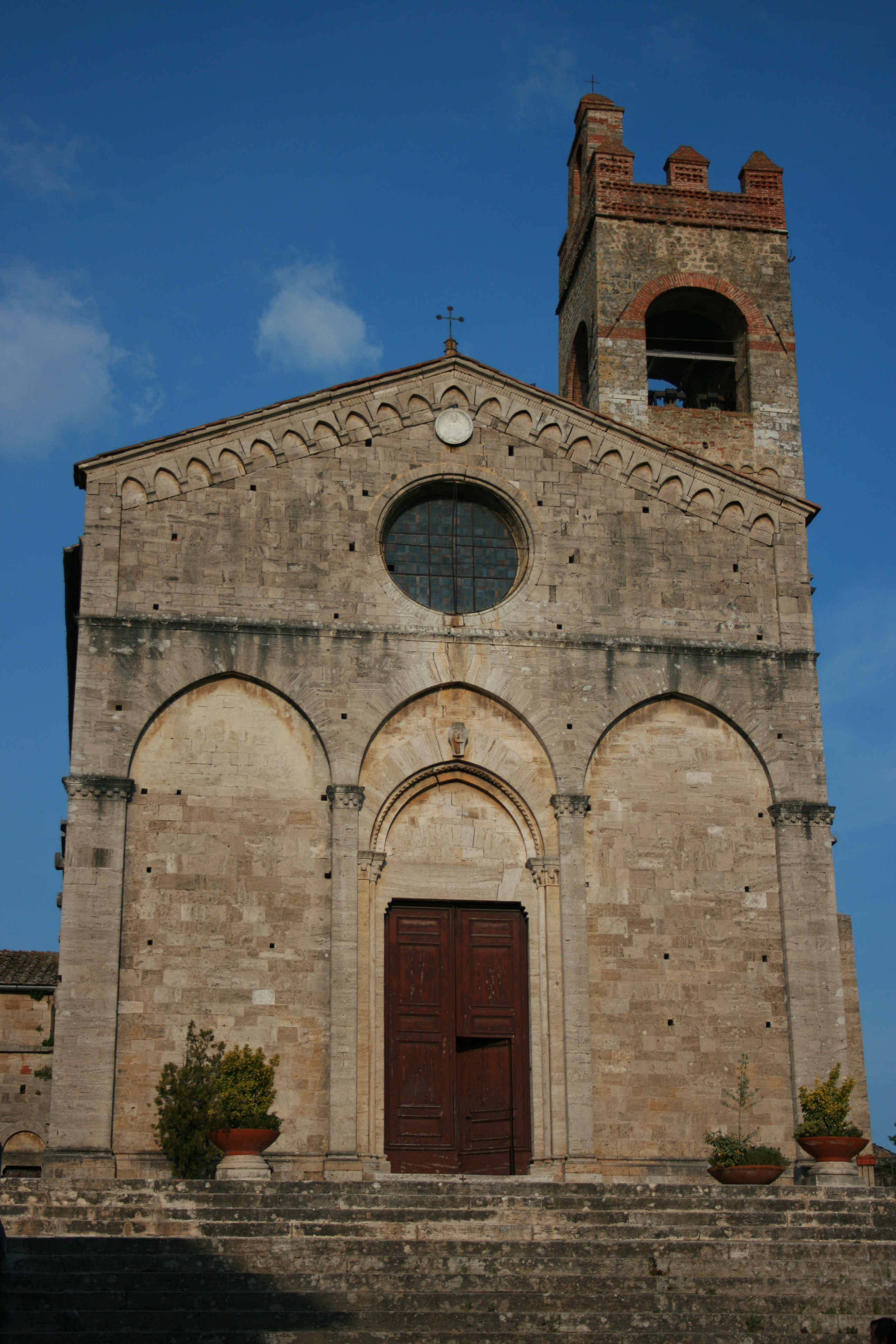
Die Fassade aus dem 14. Jahrhundert

Die Collegiata di Sant’Agata ist eine Kollegiatkirche in der toskanischen Stadt Asciano. Trotz ihrer geringen Größe ist sie die Hauptkirche des Ortes. Bekannt ist die der hl. Agatha von Catania geweihte Kirche für zwei Fresken und ein Gemälde namhafter Künstler sowie die ungewöhnliche Kuppelgestaltung. Die Kollegiatkirche steht im Rang einer Basilica minor.

## Lage, Namensgebung und Baugeschichte
Die Kirche liegt im historischen Zentrum von Asciano an einem kleinen Vorplatz am Übergang der Straße Via Goffredo Mamelli in die Via Roma unmittelbar am ehemaligen südlichen Stadttor. Der Bau stammt zweifelsfrei aus der Romanik, wobei der Baubeginn nicht ganz geklärt ist. Eine kunsthistorische Meinung will diesen im Zusammenhang mit der Unterwerfung Ascianos durch Siena 1168 sehen, eine andere legt den Baubeginn bereits in das 11. Jahrhundert als Nachfolgekirche der Kirche Pieve di Sant’Ippolito in ihrer Funktion als Hauptkirche von Asciano ab 1029. Der direkt an die Kirche angebaute Campanile ist spätromanisch, jüngstes Bauteil ist die Fassade, sie wurde erst am Übergang zur Gotik zu Beginn des 14. Jahrhunderts fertiggestellt.

## Fassade

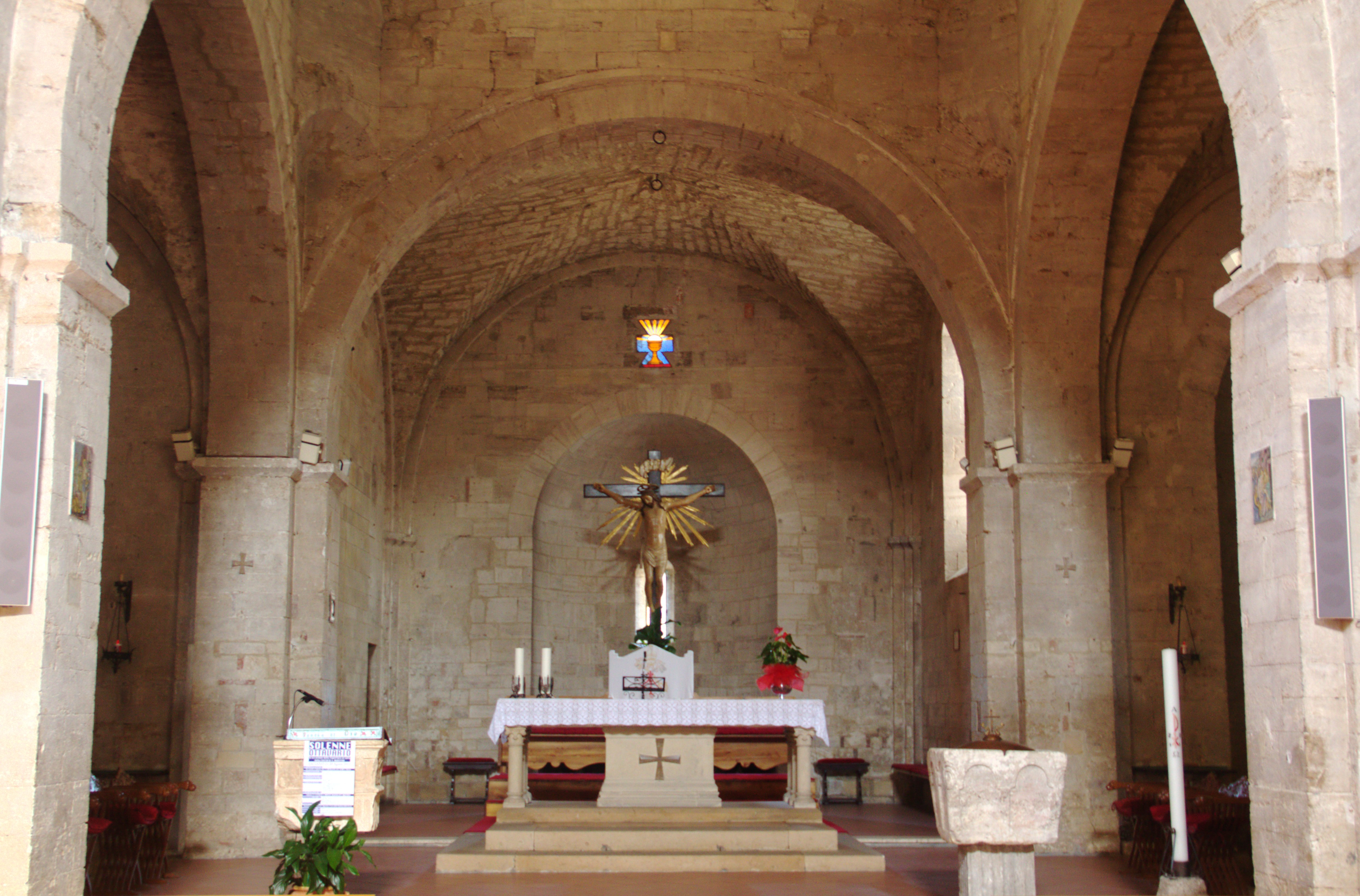
Blick durch die Vierung zum Chor. Die beiden Pfeiler an den Bildrändern stehen eigenständig im Raum

Die Fassade ist zweigeschossig und im unteren Geschoss dreiachsig gestaltet. Die drei Blendbögen im unteren Geschoss sind bereits leicht spitzbögig gearbeitet, ein Zeichen der nahenden Gotik. Die die Bögen trennenden Pilaster folgen grundsätzlich der Toskanischen Ordnung, die Kapitelle sind noch zusätzlich verziert. Die mittleren beiden Pilaster sind deutlich schmaler ausgeführt als diejenigen zu den Fassadenkanten hin. Das eigentliche Portal im mittleren Blendbogen ist noch zweimal gestaffelt, kleine Eckpilaster unter doppelten Bögen rahmen den Zugang. Ein schmales, verziertes Gesims trennt die Geschosse, im Obergeschoss ist ein großes, einfaches Rundfenster eingefügt. Ein Fries aus kleinen Spitzbögen auf Kämpfern schließt den Giebel vertikal ab. Die Fassade wurde aus Travertin errichtet.
Die Gestaltung des Campaniles mit dem zweistöckigen Programm aus Lisenen und Bogenfriesen sowie den Zinnen folgt klassischen spätromanischen Architekturformen nach lombardischen Vorbildern.

## Inneres
Die Kirche ist im Inneren zunächst eine einschiffige Saalkirche, das Langhaus ist nicht mit einem Gewölbe überfangen. Die Grundkonstruktion der Kirche beruht auf der Gestalt eines lateinischen Kreuzes. Die beiden Querarme sind mit Kreuzgratgewölben gedeckt. Die Kuppelkonstruktion ist ungewöhnlich und auffallend. Die Vierung, über die sich die Kuppel über Trompen erhebt, wird nicht, wie im klassischen Kirchenbau, aus den Eckkanten von Lang- und Querhaus gebildet, sondern steht zum Langhaus hin auf eigens dafür in den Raum gestellten Pfeilern. Der Kuppeltambour wird von vier schmalen Fenstern durchbrochen. Von innen nicht erkennbar, sind Kuppeltambour und Laterne nach außen hin oktogonal gestaltet. Der Chor ist ebenfalls kreuzgratgewölbt, Chor und Querarme werden jeweils mit Apsiden mit einem Rundbogenfenster abgeschlossen. Die Apsis des nördlichen Querarmes ist wegen einer späteren Verbauung äußerlich nicht zu sehen.

## Ausstattung

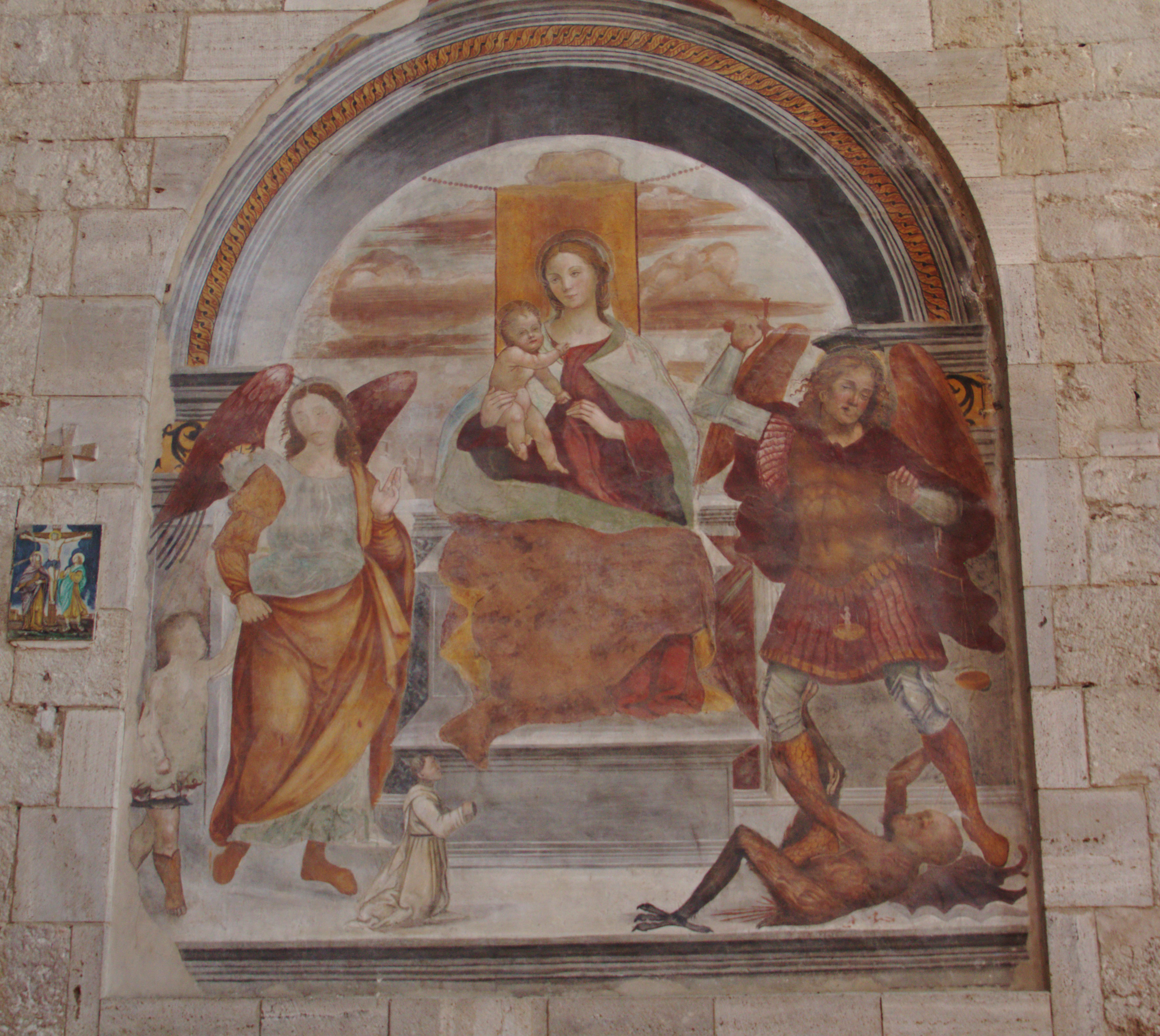
Das Fresko von Sodoma aus der ersten Hälfte des 16. Jahrhunderts

Die Kirche ist zum größten Teil nicht verputzt oder freskiert, die meisten Bauteile wie Pfeiler, Pilaster, Bögen, Gewölbe sowie die Kuppel sind in rohem Mauerwerk verlieben. Dennoch sind zwei Fresken aus dem 16. Jahrhundert vorhanden: zum einen eine Darstellung der Muttergottes mit dem Kinde flankiert von den Erzengeln Raphael mit Tobias und Michael sowie zu Füßen des Erzengels Raffael, der Stifterfigur. Das Fresko ist eine Arbeit aus der ersten Hälfte des 16. Jahrhunderts des bekannten Sodoma. Das andere Fresko stellt eine Pietà dar und wurde von Bartolomeo Neroni, auch „Il Riccio“ genannt, geschaffen.
Eines der Altarretabel ist ein Gemälde von Francesco Vanni, etwa um 1600 gearbeitet. Es stellt die Gottesmutter mit dem Kind, die hll. Franziskus von Assisi und Agata und einen musizierenden Engel dar. Die Kirchenpatronin trägt eine Schale mit ihren Brüsten, die ihr der Überlieferung nach abgeschnitten wurden, als sie das Martyrium erlitt.